# Hallsberg
Hallsberg este un oraș în Suedia.

## Demografie
| \| Evoluția demografică a zonei urbane Hallsberg, 1970–2015 \| Evoluția demografică a zonei urbane Hallsberg, 1970–2015 \| Evoluția demografică a zonei urbane Hallsberg, 1970–2015 \| Evoluția demografică a zonei urbane Hallsberg, 1970–2015 \| Evoluția demografică a zonei urbane Hallsberg, 1970–2015 \| \| --------------------------------------------------------------------------------------- \| -------------------------------------------------------- \| -------------------------------------------------------- \| -------------------------------------------------------- \| -------------------------------------------------------- \| \| An \| \| \| Locuitori \| \| \| 1970 \| 1970 \| \| 7.559 \| 7.559 \| \| 1975 \| 1975 \| \| 6.799 \| 6.799 \| \| 1980 \| 1980 \| \| 7.996 \| 7.996 \| \| 1990 \| 1990 \| \| 7.754 \| 7.754 \| \| 1995 \| 1995 \| \| 7.718 \| 7.718 \| \| 2000 \| 2000 \| \| 7.262 \| 7.262 \| \| 2005 \| 2005 \| \| 7.122 \| 7.122 \| \| 2010 \| 2010 \| \| 7.122 \| 7.122 \| \| 2015 \| 2015 \| \| 8.146 \| 8.146 \| \| Sursa: SCB - Statistika Centralbyrån, Folkmängden per tätort. Vart femte år 1960 - 2016 \| \| \| \| \| |      |  |           |       |
| Evoluția demografică a zonei urbane Hallsberg, 1970–2015 |      |  |           |       |
| An |      |  | Locuitori |       |
| 1970 | 1970 |  | 7.559     | 7.559 |
| 1975 | 1975 |  | 6.799     | 6.799 |
| 1980 | 1980 |  | 7.996     | 7.996 |
| 1990 | 1990 |  | 7.754     | 7.754 |
| 1995 | 1995 |  | 7.718     | 7.718 |
| 2000 | 2000 |  | 7.262     | 7.262 |
| 2005 | 2005 |  | 7.122     | 7.122 |
| 2010 | 2010 |  | 7.122     | 7.122 |
| 2015 | 2015 |  | 8.146     | 8.146 |
| Sursa: SCB - Statistika Centralbyrån, Folkmängden per tätort. Vart femte år 1960 - 2016 |      |  |           |       |